# Sakura (Dazzle Vision)
Sakura (桜?) è il secondo singolo dei Dazzle Vision, il primo estratto dall'album Kirari.

## Il disco
È stato distribuito solo digitalmente il 23 febbraio 2011, per lanciare l'album Kirari, che sarebbe uscito a giugno.

## Lista tracce
1. Sakura (桜?) (Maiko) – 4:44

## Formazione
- Maiko – voce
- John – chitarra
- Takuro – basso, tastiere
- Haru – batteria